# Magnolia rabaniana
Magnolia rabaniana este o specie de plante din genul Magnolia, familia Magnoliaceae. A fost descrisă pentru prima dată de Joseph Dalton Hooker și Thomas Thomson, și a primit numele actual de la D.C.S.Raju och Madhavan Parameswarau Nayar. Conform Catalogue of Life specia Magnolia rabaniana nu are subspecii cunoscute.